# Europäische Gesellschaft für Qualität in der Gesundheitsversorgung
Die Europäische Gesellschaft für Qualität in der Gesundheitsversorgung (engl. European Society for Quality in Healthcare, ESQH) war eine Non-Profit-Organisation mit Sitz in Limerick (Irland). Sie bildete einen Verbund europäischer Institutionen, die auf dem Gebiet des Qualitätsmanagements in der Medizin tätig waren. Die Organisation wurde 2016 aufgelöst.